# Риера, Сито
Льо́ренс «Сито» Рие́а Орте́га (кат. Llorenç Riera Ortega; 5 января 1987, Манакор, Балеарские острова, Испания) — испанский футболист, нападающий клуба «Талавера». Младший брат Альберта Риеры.

## Биография
Сито Риера — из футбольной семьи. Его старший брат Альберт также профессиональный спортсмен, выступавший в «Бордо», «Эспаньоле», «Ливерпуле», «Олимпиакосе» и национальной сборной Испании.
Выпускник Ла-Массии 1987 года, в молодёжных командах играл вместе с Лионелем Месси, Жераром Пике и Сеском Фабрегасом.
С 2012 по 2014 годы Сито играл в одесском «Черноморце» под 99 номером. 3 марта 2014 года покинул клуб в связи с политическим кризисом на Украине. В июне 2014 года подписал контракт с казахстанским «Кайратом», сроком на 3,5 года. В команде взял 26-й номер. Покинул клуб в 2016 году. В августе этого же года подписал контракт с польским «Шлёнском». В команде взял 22-й номер.

## Достижения
- Финалист Кубка Украины: 2012/13
- Обладатель Кубка Казахстана (2): 2014, 2015
- Бронзовый призёр чемпионата Казахстана: 2014
- Серебряный призёр чемпионата Казахстана: 2015
- Обладатель Суперкубка Казахстана: 2016